# Melanohalea mexicana
Melanohalea mexicana (лат.) — вид листоватых лишайников семейства Пармелиевые. Найден в Мексике. Описан как новый вид в 2009 году Тэдом Эсслингером и Розой Эмилией Перес-Перес. Согласно результатам молекулярно-филогенетического анализа вид помещён в кладу Subolivacea вместе с видами M. subolivacea и M. clairi.